# Dimitrij Rupel
Dimitrij Rupel, slovenski sociolog, politik, diplomat, pisatelj, dramatik, urednik in publicist, * 7. april 1946, Ljubljana.
Je avtor velikega števila knjig in člankov o kulturi, umetnosti, politiki, mednarodnih odnosih in zunanji politiki, pa tudi literarnih del, predvsem proze in dramatike. Je univerzitetni profesor, sprva je deloval na področju sociologije kulture in umetnosti, kasneje pa tudi nacionalne in mednarodne politike.
Bil je eden poglavitnih osamosvojiteljev Slovenije kot njen prvi in dolgoletni zunanji minister (skupaj okoli 10 let v treh ločenih obdobjih). Od poletja 2013 je upokojenec, nazadnje pa je bil uslužbenec ministrstva za zunanje zadeve. Leta 2021 je prevzel vodstvo Javne agencije za knjigo in jo vodil do oktobra 2022. 

## Otroštvo in sorodstvo
Rodil se je v družini violinista in glasbenega pegagoga ter rektorja Akademije za glasbo Karla Rupla, Dimitrijev starejši brat je bil flavtist in prav tako profesor na AG Fedja Rupel, stric slovenist in ravnatelj NUK Mirko Rupel, praded tržaški slovenski politik Ivan Nabergoj, očetov bratranec pa Bogdan Grom (1918-2013), slovensko-ameriški slikar, grafik, kipar in ilustrator, po rodu iz Trsta. Je tudi v sorodstvu z družino Bleiweis in Markom Turkom, njegova nečakinja je pevka Anja Rupel, tast pa je bil prvoborec, politik in narodni heroj Janko Rudolf.
V prvi polovici 1960. let je nastopal na TV v duetu skupaj z Matijo Milčinskim. 

## Akademska kariera
Rupel je po začetem študiju na angleški univerzi Essex, ga je 1968 prekinil zaradi očetove bolezni, leta 1970 diplomiral iz primerjalne književnosti in sociologije na Filozofski fakulteti v Ljubljani, ter 1976 doktoriral iz sociologije (literature) na ameriški univerzi Brandeis v Walthamu pri Bostonu (država Massachusetts) pod mentorstvom Kurta H. Wolffa. V svojem doktoratu je postavil tezo o "slovenskem kulturnem sindromu", uporabo kulture za politične cilje in je značilen za Slovence in druge male narode. Leta 1970 se je zaposlil kot asistent na Fakulteti za sociologijo, politične vede in novinarstvo v Ljubljani, kjer so mu doktorat priznali šele 1978, je predaval sociologijo kulture, oblikoval je tudi izbirna predmeta sociologija umetnosti in literature (docent je postal 1981, 1986 izredni, 1992 redni profesor na (že preimenovani) FDV. 1989 je postal (skupaj s Tinetom Hribarjem) njen prodekan in soutemeljitelj študija kulturologije na tej fakulteti. Po letu 2000 je s FDV prešel na novoustanovljeno Fakulteto za državne in evropske študije (Brdo pri Kranju) in na Evropsko pravno fakulteto v Novi Gorici; bil je dekan nove Fakultete za slovenske študije ter postal tudi prvi rektor Nove univerze; zdaj ima tam status prorektorja in zaslužnega profesorja. Predaval je tudi na Queen´s University v Kingstonu (Ontario, Kanada 1977/78), New School for Social Research v New Yorku (en semester 1985/86-Fulbrightova štipendija), Cleveland State University (1989/90) in mnogih drugih svetovnih univerzah, aktiven pa je bil v več domačih in tujih strokovnih in literarnih združenjih, mdr. je 1982 postal mednarodni podpredsednik Raziskovalnega komiteja 37 ISA za sociologijo umetnosti in v tej vlogi sodeloval na mednarodnih kongresih in konferencah (eno je organiziral v Ljubljani 1984). Na področju sociologije kulture in umetnosti, posebej literature, so najprej opazni vplivi Luciena Goldmanna, pozneje pa ameriške sociologije (Daniel Bell, Harold Garfinkel, Alfred Schutz). Več let je kritiško spremljal sprotno literarno ustvarjanje in se ukvarjal s kulturno in politično publicistiko (mdr. v reviji Teleks) ter se uveljavil kot zanimiv polemik.   
Sodeloval je v uredništvih več revij; že konec šestdesetih in v začetku sedemdesetih let je sodeloval v neoavantgardnem gibanju in v zbornikih skupin OHO in Katalog. V letih 1968-69 je bil odgovorni urednik Tribune in na kulturniško-politični pamflet Demokracija da, razkroj ne! odgovoril s člankom Demokracija da ali ne?. 1970-71 je bil urednik Problemov, glavni urednik knjižne zbirke Znamenja pri Založbi Obzorja Maribor in v obdobju 1984-87 kot eden njenih soustanoviteljev tudi odgovorni urednik Nove revije (pobuda zanjo je bila napisana v njegovem stanovanju), dokler ni bil zaradi političnih pritiskov, ki so sledili objavi Prispevkov za slovenski nacionalni program v 57. številki te revije v začetku leta 1987, skupaj z glavnim urednikom Nikom Grafenauerjem prisiljen v odstop. 

## Politično delovanje
V 1960. letih se je politično angažiral zlasti v študentski organizaciji in postal član ZK(S), iz katere je bil izključen med služenjem vojaškega roka po vrnitvi iz ZDA zaradi ovadbe s strani slovenkega novinarja B. K. Ob koncu 80. let se je ponovno politično aktiviral in bil 11. januarja 1989 na ustanovnem kongresu SDZ izvoljen za njenega predsednika. Med bivanjem v ZDA 1989/90 je začel intenzivno navezovati stike z vodilnimi predstavniki tamkajšnjih slovenskih izseljencev. Postal je tudi podpredsednik kmalu zatem ustanovljene koalicije Demokratične opozicije Slovenije (DEMOS) pod predsedstvom Jožeta Pučnika in po njeni zmagi na volitvah naslednjega leta prvi zunanji minister Slovenije (maj 1990 - maj 1992), pri čemer je odigral eno ključnih vlog pri osamosvojitvi Slovenije in njenem vključevanju v mednarodne povezave in organizacije. Leta 1991 je z liberalnim krilom (mdr. skupaj s Tinetom in Spomenko Hribar ter Francetom Bučarjem) zapustil 3. kongres SDZ in ustanovil Demokratsko stranko (DS), ki pa jo je skupaj z njenim večinskim delom pod vodstvom Igorja Bavčarja že leta 1994 pridružil novi LDS pod vodstvom premierja Janez Drnovška.
Leta 1992 je bil izvoljen v 1. državni zbor Republike Slovenije; v tem mandatu je bil član naslednjih delovnih teles:
- Odbor za kulturo, šolstvo in šport (tudi njegov predsednik; do 23. aprila 1995),
- Odbor za mednarodne odnose (do 2. junija 1995) in
- Odbor za znanost, tehnologijo in razvoj (do 2. junija 1995).

Decembra 1994 je bil izvoljen za ljubljanskega župana (prvega uradno s tem nazivom po okoli pol stoletja) od leta 1997 do 2000 je bil veleposlanik RS v ZDA. Po vrnitvi v domovino je postal ponovno, tokrat za kar 8 let zunanji minister (z nekajmesečno prekinitvijo leta 2004, ko je izstopil iz LDS in prestopil v Slovensko demokratsko stranko - SDS). Bil je tudi prvopodpisnik pobude za ustanovitev Zbora za republiko sredi tega leta. Kot eden najvplivnejših slovenskih "atlanticistov" je imel eno ključnih vlog pri vključevanju Slovenije v evroatlantske povezave, predvsem v NATO (v začetku leta 2002 je skupaj z Janezom Janšo, ki je bil takrat v opoziciji, ustanovil Slovenski odbor za NATO). V vladi Janeza Janše je kot zunanji minister odslužil celoten štiriletni mandat in na tej funkciji leta 2005 predsedoval Organizaciji za varnost in sodelovanje v Evropi (OVSE), v prvi polovici leta 2008 pa še Svetu za splošne zadeve in zunanje odnose (GAERC) Evropske unije.
Potem, ko je predsednik Republike Slovenije Danilo Türk zavrnil njegovo imenovanje za veleposlanika v Avstriji, kljub agremaju te države, ga je 27. novembra 2008 predsednik Vlade Republike Slovenije Borut Pahor imenoval za posebnega odposlanca za zunanje zadeve in svetovalca v kabinetu predsednika Vlade. Konec marca 2009 je s položaja posebnega odposlanca odstopil in postal uslužbenec ministrstva za zunanje zadeve, leto pred upokojitvijo pa je bil imenovan za generalnega konzula v Trstu.
Na državnozborskih volitvah leta 2011 je še kandidiral na listi SDS, 2015 pa je iz te stranke dokončno izstopil. Tretja Janševa vlada ga je imenovala za direktorja Javne agencije za knjigo (2021/22). Zdaj je aktiven v skupini Katedrala svobode (poleg njega še Peter Jambrek, Ernest Petrič, Žiga Turk idr).

## Literarno in publicistično delo
Dimitrij Rupel je pisal slogovno inovativno družbeno kritično kratko prozo oz. novele: Na pol poti do obzorja (1968), Bele sobe (1970) in romane: Tajnik šeste internacionale  (1971), Čaj in puške ob štirih (1972; srb. prevod 1973), Peto nadstropje trinadstropne hiše (v soavtorstvu z Matetom Dolencem 1972), Čas v njej rabelj hudi - ali kako strašno kaznujejo slovenske pisatelje (1974), Hi kvadrat (1975), Družinska zveza (1977; hrv. prev. 1980), Odloženi (1980), Maks: roman o maksizmu ali Boj med večino in veličino (1983; srb. prev. 1985), Povabljeni, pozabljeni (1985), Levji delež (1989), mladinski deli Zakaj je svet narobe? (1987) in Zgodba o času (1989). Napisal je drame: Mrzli viharji jezne domačije (1977, uprizorjena 1979), Job (1982), Pošljite za naslovnikom (1982, uprizorjena 1984, ko izšla v knjigi skupaj z Jobom; Kar je res, je res, 1984) ter televizijske igre in nadaljevanke: Dogodek v mestu Gogi, 1966, Zrna jutrišnjih pridelkov, 1968, Stari časi, 1970; Manj strašna noč (nadaljevanka, 1981) ter radijski igri Sanje starega murna: Ljubljana, Trst, Hamburg (1982) in Prepovedana igra (1991), napisal je tudi scenarij za film Oxygen (1971, režija M. Klopčič). Po koncu politične kariere se je Rupel deloma spet vrnil k leposlovju z romanoma Predsednik ali Tako, kot je bilo (Globokarjev rokopis) (2009) in Bazar (2021). Prevajal je zlasti sodobno ameriško literaturo (John Updike, Saul Bellow, Joseph Roth). 
Uredil je več zbornikov in Dnevnik 1951/52 E. Kocbeka (1986). Kot angažiran pisatelj, publicist in urednik se je zavzemal za avtonomijo kulture in umetnosti, njuno neodvisnost od ideologij in političnih intervncij, v kulturnopolitičnem delu, zlasti v osemdesetih letih 20. stoletja, pa za večjo samostojnost Slovencev v Jugoslaviji oziroma za samostojno Slovenijo. Aktualna vprašanja je tematiziral v literarnosocioloških esejh in študijah, ki se prepletajo s kulturnopolitično angažiranimi besedili, v teoretičnih delih pa je obravnaval velika kulturna vprašanja Slovencev in Slovencev kot naroda, čigar neuresničena državotvornost je omejevala njegovo avtonomnost tudi na področju kulture in umetnosti (Branje, 1973; Svobodne besede: od Prešerna do Cankarja - sociologija literature - na osnovi doktorske disertacije), 1976; Oton Župančič, 1978; Prijazno življenje, 1979, Besede in dejanja, 1981; Literarna sociologija (Literarni leksikon,18. zv.), 1982; Poskusi z resničnostjo, 1982; Sociologija kulture in umetnosti (učbenik), 1986; Besede božje in božanske, 1987, Slovenske slovesnosti in vsakdanjosti 1888-1988, 1990; Slovenski intelektualci: od vojaške do civilne družbe, 1989 / hrv. prevod: Od vojnog do civilnog društva, 1990)
Ruplova politična in dokumentarno-spominska publicistika, ki je izšla po osamosvojitvi Slovenije, je zelo obsežna: Skrivnost države (1992); Slovenska pot do samostonosti in priznanja (1992); Slovenstvo kot politično prepričanje (1992); Odčarana Slovenija (1993); Čas politike (1994); Edinost, sreča, sprava (1996); Svoboda proti državi - osvobodilni in prosti čas (1998); Srečanja in razhajanja (2001); Prevzem zgodbe o uspehu (2004); Enotni v zmagi: osamosvojitev Slovenije (soavtor, 2006); Stabilnost ali svoboda? Mednarodni položaj in zunanja politika (2009); Slovensko predsedovanje v ognju lastnih sil: osebno poročilo o predsedovanju Svetu EU za splošne zadeve in zunanje odnose (GAERC) med 1. januarjem in 30. junijem 2008 (2009); Slovenija na svetovnem prizorišču: od Brionske deklaracije do arbitražnega sporazuma, od cone A do točke 5 (2011); Negotovo življenje 176. članice OZN: negotovo življenje Slovencev od avstrijskega cesarja, srbskega kralja in jugoslovanskega maršala do Demosa in stricev iz ozadja... (2013); Železo in žamet ali od kulture do države: slovenska državnost in Evropska unija po koncu hladne vojne (2017); Zadnjih sto let (1917–2017): kratka zgodovina od jugoexita in sloexita do katalexita (2017); Bomo Prusi ali Rusi? Geopolitični vidiki slovenske osamosvojitve in državnosti (2018); Se je slovenska država po(ne)srečila? (2019); Nepozabnosti: bolj ali manj diplomatske opazke ob 30. obletnici (644 strani, 2021); Pomen osamosvojitve: priročnik za zagovornike in nasprotnike slovenske osamosvojitve (2023); Podobe iz resničnosti: od Šumija do Valenčaka (2023); Voditelji Slovenije: Pučnik, Kučan, Drnovšek, Janša (2024) ter na 600 straneh še Približevanje: dokumentarna pripoved o državi, družini, prijateljih in sovražnikih (2024). Bil je tudi pobudnik, glavni urednik in soavtor leksikona Osamosvojitev: prispevki za enciklopedijo slovenske osamosvojitve, državnosti in ustavnosti (2021). V  zadnjem obdobju se je pri interpretacijah domačih in mednarodnih političnih procesov naslonil na kontroverznega nemškega pravnika in političnega filozofa Carla Schmitta.  

## Nagrade in priznanja
Leta 1986 je s soavtorji prejel Nagrado Sklada Borisa Kidriča za Literarni leksikon.
Leta 1992 je prejel skupaj z ostalimi vodilnimi osamosvojitelji Zlati častni znak svobode Republiie Slovenije (ki ga je leta 1993 vrnil, leta 2022 pa od predsednika Boruta Pahorja dobil nazaj).
Prejel je naziv zaslužnega profesorja Nove univerze.